# Michele Lupi
Michele Lupi (Milano, 1965) è un giornalista italiano.

## Biografia
Ha diretto dal novembre 2003 al settembre 2006 l'edizione italiana di Rolling Stone con Carlo Antonelli. Da novembre 2006 a marzo 2011 ha diretto GQ Italia. Da marzo 2011 è stato vicedirettore di Vanity Fair Italia per cessare il rapporto nel maggio 2011 con la Condé Nast. Da giugno 2011 è tornato alla direzione di Rolling Stone. Nel luglio 2014 abbandona la direzione di Rolling Stone, per andare alla Arnoldo Mondadori Editore dove guida le riviste di alta gamma Icon e Flair. È stato inoltre vicedirettore del settimanale Panorama.
Nel dicembre 2018 lascia gli incarichi giornalistici in Mondadori e passa al gruppo Tod's.
Per Feltrinelli, nel 2003 ha pubblicato il libro Racers - Storie di uomini con la velocità nel cuore, con la prefazione di Valentino Rossi.

## Opere
- Racers - Storie di uomini con la velocità nel cuore, prefazione di Valentino Rossi, (Feltrinelli, 2003) EAN: 9788871081861